# Muaid Ellafi
Muaid Ellafi (en arabe : مؤيد اللافي), né le 7 mars 1996 à Tripoli (Libye), est un footballeur international libyen évoluant au poste de milieu offensif au Al-Ahli SC.

## Biographie

### En club
En 2017, il atteint avec le club d'Al-Ahli Tripoli les quarts de finale de la Ligue des champions d'Afrique. Il se met en évidence en inscrivant six buts dans cette compétition.
Avec le club de l'USM Alger, il marque six buts en première division algérienne.

#### Wydad Casablanca (2020-)
Il rejoint le Wydad le 1er novembre 2020 pour 525 000 €. Le 6 décembre 2020, lors de la première journée de la saison 2020-2021 de Botola Pro, Muaid Ellafi fait ses débuts avec le Wydad de Casablanca contre le Youssoufia vv en entrant en jeu à la mi-temps à la place de Badie Aouk (victoire, 2-0). 
La première saison de Muaid Ellafi est concluante autant sur le plan personnel puisqu'il marque 9 buts et délivre 11 passes décisives en 38 matchs toute compétition confondue que sur le plan collectif ou le Wydad remporte le Championnat du Maroc de football.
Muaid Ellafi subit une grave blessure le 30 avril 2022 lors du match opposant le Wydad de Casablanca au FAR de Rabat (victoire 3-0). En effet il a été victime d'un tacle violent d'Anouar Tarkhatt qui va l'éloigner des terrains plusieurs mois.
En pleine phase de changement d'entraîneur avec la venue de Sven Vandenbroeck, il parvient à se qualifier en finale de la Ligue des champions le 20 mai 2023 après un match nul retour de 2-2 en entrant en jeu à la 72e minute à la place de Mohamed Ounajem face au Mamelodi Sundowns FC au Loftus Versfeld Stadium en Afrique du Sud. 

### En équipe nationale
Il reçoit sa première sélection en équipe de Libye le 7 septembre 2014, en amical contre le Maroc (défaite 3-0). Lors de sa deuxième sélection, le 6 juin 2015, il se met en évidence en inscrivant son premier but en équipe nationale, lors d'une rencontre amicale face au Mali (score : 2-2).
Lors de l'année 2017, il s'illustre en inscrivant trois buts : contre les Seychelles, puis lors de la double confrontation face à l'Algérie. En septembre 2019, il inscrit un cinquième but, face au Niger.

## Statistiques
| Saison                | Club                  | Championnat           | Championnat | Championnat | Championnat | Coupe(s) nationale(s) | Coupe(s) nationale(s) | Coupe(s) nationale(s) | Compétition(s) continentale(s) | Compétition(s) continentale(s) | Compétition(s) continentale(s) | Compétition(s) continentale(s) | Total | Total | Total |
| Saison                | Club                  | Division              | M.          | B.          | P.d.        | M.                    | B.                    | P.d.                  | Comp.                          | M.                             | B.                             | P.d.                           | M.    | B.    | P.d.  |
| 2015-2016             | Santa Clara0          | LigaPro               | 7           | 0           | 0           | 0                     | 0                     | 0                     | -                              | -                              | -                              | -                              | 7     | 0     | 0     |
| Sous-total            | Sous-total            | Sous-total            | 7           | 0           | 0           | 0                     | 0                     | 0                     | -                              | 0                              | 0                              | 0                              | 7     | 0     | 0     |
| 2016-2017             | Al-Ahli SC            | -                     | -           | -           | -           | -                     | -                     | -                     | C1                             | 8                              | 3                              | 1                              | 8     | 3     | 1     |
| Sous-total            | Sous-total            | Sous-total            | -           | -           | -           | -                     | -                     | -                     | -                              | 8                              | 3                              | 1                              | 8     | 3     | 1     |
| 2017-2018             | Al Shabab             | Saudi PL              | 6           | 0           | 0           | 1                     | 0                     | 0                     | -                              | -                              | -                              | -                              | 7     | 0     | 0     |
| Sous-total            | Sous-total            | Sous-total            | 6           | 0           | 0           | 1                     | 0                     | 0                     | -                              | 0                              | 0                              | 0                              | 7     | 0     | 0     |
| 2018-2019             | USM Alger             | Ligue 1               | 14          | 5           | 4           | 1                     | 0                     | 0                     | -                              | 0                              | 0                              | 0                              | 15    | 5     | 4     |
| 2019-2020             | USM Alger             | Ligue 1               | 18          | 1           | 4           | 1                     | 0                     | 0                     | C1                             | 4                              | 0                              | 1                              | 23    | 1     | 5     |
| Sous-total            | Sous-total            | Sous-total            | 32          | 6           | 8           | 2                     | 0                     | 0                     | -                              | 4                              | 0                              | 1                              | 38    | 6     | 9     |
| 2020-2021             | Wydad AC              | Botola Pro            | 20          | 7           | 7           | 2                     | 0                     | 1                     | C1                             | 9                              | 2                              | 2                              | 31    | 9     | 10    |
| Sous-total            | Sous-total            | Sous-total            | 20          | 7           | 7           | 2                     | 0                     | 1                     | -                              | 9                              | 2                              | 2                              | 31    | 9     | 10    |
| Total sur la carrière | Total sur la carrière | Total sur la carrière | 65          | 13          | 15          | 4                     | 0                     | 1                     | -                              | 20                             | 5                              | 4                              | 89    | 18    | 20    |

## Palmarès
| Al Ahli Tripoli (1) - Championnat de Libye: - Champion : 2016. |  | USM Alger (1) - Championnat d'Algérie : - Champion : 2018-19. |

 Wydad AC (3)
- Championnat du Maroc: 
  - Champion : 2021 et 2022.
- Ligue des champions de la CAF
  - Vainqueur : 2022
  - Finaliste : 2023